# Буде ласкавий дощ (мультфільм)
«Буде ласкавий дощ» (рос. Будет ласковый дождь) — радянський мультиплікаційний фільм режисера Назима Туляходжаєва, створений в 1984 році студією Узбекфільм за мотивами однойменного короткого оповідання Рея Бредбері у постапокаліптичному жанрі з циклу «Марсіанські хроніки».

## Сюжет
Вранці 31 грудня 2026 року у вигаданому місті Еллендейл (штат Каліфорнія) о 7:00 робот, який щойно приготував сніданок, запрошує до столу сім'ю — батька, матір, сина, доньку та бабусю. Але їх вже немає — після глобальної катастрофи, про що свідчать зовнішні руйнування та падаючий сніг, в капсулах-ліжках лежать тільки їх чорні пилоподібні силуети. Робот діє за програмою і о 8:00 оголошує, що батькам час йти на роботу, дітям — до школи, а у бабусі час ранкової молитви, після чого прибирає зі столу.
Робот продовжує функціонувати і рівно опівночі подає святкові страви та вітає відсутню сім'ю з Новим 2027 роком. Музична шкатулка виконує гімн Сполучених Штатів Америки.
В розбите вікно на світло влітає білий птах. Не дочекавшись від нього паролю, робот починає полювання на птаха, руйнуючи усе, що трапляється на його шляху. Врешті решт робот завдає пошкоджень собі самому, а птах через пролом вилітає назовні. Робот, що втратив прилади бачення, помилково атакує джерело свого живлення, і відбувається ядерний вибух.
Через деякий час на руїни будинку знов прилітає птах і випадково приводить в дію вцілілий патефон, який в свою чергу вмикає екран з анімованими шпалерами. Птах безнадійно намагається пробитися крізь екран туди, де є світло і тепло.
На фоні титрів звучить вірш Сари Тісдейл «Буде ласкавий дощ».

## Відмінності від оповідання Бредбері
- У пізньому виданні оповідання дата була 4 серпня 2026 року, а в мультфільмі — 31 грудня 2026 року.
- У оповіданні події відбуваються через деякий час після катастрофи, в мультфільмі — в той же день.
- У оповіданні люди загинули несподівано під час гри на власному подвір'ї, в мультфільмі вони, передчуваючи можливу катастрофу, збудували міцний бункер, в якому і загинули під час сну.
- У оповіданні розумний дім оснащений багатьма автономними системами, в мультфільмі усе контролює робот.
- У оповіданні в будинку сталася випадкова пожежа, в мультфільмі — робот знищує будинок, полюючи на птаха.